# Diancey
 Diancey  là một xã ở tỉnh Côte-d’Or trong vùng Bourgogne-Franche-Comté, phía đông nước Pháp. Xã Diancey nằm ở khu vực có độ cao trung bình 402 mét trên mực nước biển.